# Autostraße
Eine  Autostraße ist eine Straße, auf der nur Kraftfahrzeuge ab einer bestimmten Mindestgeschwindigkeit zugelassen sind oder auf der nur bestimmte Kraftfahrzeugarten erlaubt sind. Umgangssprachlich werden darüber hinaus Fernstraßen, die für schnellen überregionalen Verkehr gedacht sind, aber einen niedrigeren Ausbaustandard als Autobahnen aufweisen, als Autostraßen oder Schnellstraßen bezeichnet.

## Geschichte
Ende 1908 fand in Paris der erste „Internationale Kongreß für Umgestaltung der Straßen mit Rücksicht auf Automobilverkehr“ („Premier congrès international de l’aménagement des routes en vue de leur adaptation aux nouveaux modes de locomotion“) statt. Hierzu wurde eine Einladung von dem Generalsekretär der „Liga gegen den Staub“, Ernest Guglielminetti versandt, in der es hieß:

„Seit der Entwicklung der Motorfahrzeuge zeigen sich die Makadamstraßen denselben nicht mehr genug widerstandsfähig. Wenn auch nach der vielerorts gemachten Erfahrung die Teerung eine wirkliche Verbesserung für Straßen mit mittlerem Verkehr bedeutet, so gilt dies doch nicht für stark befahrene Straßen. Hier ist das Teeren nur von kurzem Erfolge. Es ist eine zwingende Notwendigkeit, solche Straßen mit Holz oder Stein zu pflastern oder zu asphaltieren. Das ist nicht bloß vom hygienischen Standpunkte zu fordern, sondern wegen der Unterhaltungskosten auch aus ökonomischen Gründen. Die Auswahl unter den technischen Mitteln hängt begreiflicherweise von örtlichen Verhältnissen ab. Trotzdem ist es merkwürdig, daß man beispielsweise in Berlin für Asphalt-, in Paris für Holzstöckelpflaster schwärmt. Aus dem Vergleiche der verschiedenen Pflasterungsarten sowie aus den mannigfachen Versuchen über Teerung wird die not notwendige Klärung der Frage hervorgehen. Darum hat der Vorschlag eines Internationalen Kongresses bei den französischen Ministerien lebhaften Anklang und Förderung gefunden. Durch die vom Ministerium der öffentlichen Arbeiten über Anregung der Liga gegen den Staub im Jahre 1905 ernannte Kom Kommission zum Studium der Mittel gegen den Staub und für die Erhaltung der Landstraßen wird der Organisationsausschuß für den Kongreß in der nächsten Zeit gebildet werden. In demselben sollen nicht bloß diejenigen, welche die Straßen zu bauen und zu erhalten haben, sondern auch jene, welche die Straßen benützen, vertreten sein. So z. B. der französische  Automobil-Klub und der französische Touring-Klub. Der Organisationsausschuß, unterstützt durch die Pariser Gemeindeverwaltung, wird auch eine erste Internationale Ausstellung zur Zeit des Kongresses zu zeigen in der Lage sein, welche die Maschine enthalten soll, die zum Bau, zur Unterhaltung und Reinigung der Straßen in Land und Stadt dienen.“

## Nationales

### China
In der Volksrepublik China nennen sich Autostraßen „快速公路“ (kuaisu gonglu). Sie sind richtungsgetrennt und weisen mit Ausnahme des Tempolimits (100 km/h statt 120 km/h) keine Unterschiede zu Autobahnen auf. Im Gegensatz zu den grün beschilderten Autobahnen sind sie, wie auch alle sonstigen Straßen, mit blauen Schildern versehen.
In Hongkong gibt es neben den Autobahnen auch noch autobahnartige Straßen, die als expressways bezeichnet werden, die aber ähnlich der britischen dual carriageways von allen Fahrzeugen benutzt werden dürfen. Sie sind im Gegensatz zu den Autobahnen, die grün beschildert sind, wie alle anderen Straßen in Hongkong blau beschildert.

### Dänemark
Autostraßen tragen die dänische Bezeichnung Motortrafikvej.

### Deutschland
Autostraßen werden in Deutschland Kraftfahrstraßen genannt. Diese dürfen nur von Kraftfahrzeugen mit einer bauartbedingten Höchstgeschwindigkeit von mehr als 60 km/h befahren werden.

### Großbritannien
In Großbritannien nennen sich Autostraßen dual carriageways. Sie sind meist richtungsgetrennt und haben zwei Fahrstreifen pro Richtung, jedoch meist keinen Seitenstreifen. Auf vielen Strecken sind sie kreuzungsfrei (planfrei) ausgebaut, jedoch gibt es auch häufiger Kreisverkehre und plangleiche Kreuzungen. Die meisten dual carriageways sind rechtlich herkömmliche Straßen und dürfen somit im Gegensatz zu den Autobahnen (Motorways) von allen Fahrzeugen benutzt werden. Sie sind wie alle anderen Hauptstraßen grün beschildert. Motorways dagegen sind blau beschildert.

### Italien
In Italien gibt es zwei Arten von Autostraßen: die strada extraurbana principale (Außerortsstraßen 1. Klasse) und die strada riservata ai veicoli a motore (Straßen für Kraftfahrzeuge).
Die strada extraurbana principale ist eine Autobahnähnliche Straße, muss zwei getrennte Fahrbahnen haben und erlaubt in der Regel eine maximale Geschwindigkeit von 110 km/h.
Die strada riservata ai veicoli a motore erlaubt in der Regel eine maximale Geschwindigkeit von 90 km/h.

### Niederlande
Autostraßen werden in den Niederlanden Autoweg genannt. Diese dürfen nur von Kraftfahrzeugen mit einer bauartbedingten Höchstgeschwindigkeit von mehr als 50 km/h befahren werden. Die erlaubte Höchstgeschwindigkeit ist für PKW 100 km/h. Ein Autoweg muss nicht planfrei sein und kann aus nur einer Fahrbahn pro Richtung bestehen. In Ballungsgebieten sind wegen des hohen Verkehrsaufgebotes Autobahnen statt Autowegen zu finden. Im Norden sind einige Fernstrecken als autobahnähnliche Autoweg eingerichtet (z. B. N31, N33).

### Norwegen
In Norwegen gibt es 457 km offizielle Autostraßen per 24. August 2024, auf Norwegisch motortrafikkvei (wörtlich: Motorverkehrsstraße) und 624 km Autobahnen. Einige Autostraßen wurden zu Autobahnen umgebaut, z. B. die E 6 Oslo in Richtung Schweden.

### Österreich
In Österreich darf eine Autostraße nur von Kraftfahrzeugen befahren werden. Gleich wie auf Schnellstraßen/Autobahnen darf auf Autostraßen nur mit Fahrzeugen befahren werden, die eine Bauartgeschwindigkeit von mindestens 60 km/h aufweisen und mit denen diese Geschwindigkeit überschritten werden darf; es darf auch nicht gegen die Fahrtrichtung oder rückwärts gefahren werden. Das Betreten von und Gehen auf Autostraßen ist verboten; im Notfall muss außerhalb des Fahrzeuges eine Warnweste getragen werden. Im Gegensatz zu Schnellstraßen/Autobahnen können Autostraßen Kreuzungen haben und brauchen keine speziellen Auf- und Abfahrten; nur ausnahmsweise haben sie Zufahrten von angrenzenden Grundstücken. Autostraßen sind automatisch Vorrangstraßen.§46 STVO§47 STVO
Prinzipiell kann jede Straße zur Autostraße erklärt werden. Üblicherweise werden Ortsumfahrungen oder andere Straßen außerhalb des Ortsgebietes als Autostraßen deklariert. Durch die Benutzungsbeschränkungen ergibt sich die Notwendigkeit, dass für die anderen Verkehrsteilnehmer, die die Autostraße nicht benützen dürfen, Ausweichmöglichkeiten vorhanden sind. Für Traktoren gibt es daher oft Parallelfahrbahnen oder eigene Güterwege.
Mitunter wurde erst mit der Einführung von Maut für alle Autobahnen und Schnellstraßen (vulgo für Autostraßen) für Kfz-Fahrer, die die Maut vermeiden wollen, eine Wegweisung für Alternativstrecken errichtet, die auch Fußgängern, Radfahrern, und Lenkern jener Kraftfahrzeuge und Arbeitsmaschinen nützt, die nicht auf Schnellstraßen gefahren werden dürfen. Mitunter wird das Fahrverbot für Radfahrer, Mopeds und Fuhrwerke am Beginn einer Autostraße explizit ausgeschildert.
Siehe auch Straßensystem in Österreich – Autostraßen.

### Portugal
In Portugal gab es bis 2000 mehrere Autostraßen. Die via rápidas (wörtlich: Schnellstraßen) wurden seit 2000 zu 80 % in Autobahnen umgewandelt. Besonders die IP 5, oder auch die Todesstraße Portugals genannt, wurde weitestgehend in eine Autobahn die Autoestrada A25 umgewandelt. Pro Jahr starben auf der IP 5 ca. 30 Menschen.
Seit sie zur Autobahn wurde, ist diese Zahl drastisch gesunken. In vielen Fällen sind die Straßen alt und haben öfters Schlaglöcher. Das Tempolimit liegt bei 80 bis 100 km/h.

### Schweden
In Schweden wird eine Autostraße als motortrafikled bezeichnet. Viele motortrafikleder sind kreuzungsfrei, besitzen aber nur eine Fahrspur (speziell beschildert) pro Richtung. 1990 gab es davon mindestens 500 km, aber viele Strecken sind inzwischen zu Autobahnen umgebaut worden. Ein Teil der übrigen sind zu „2+1“-Straßen umgebaut, das heißt eine Spur in eine Richtung und zwei in die andere Richtung, wobei diese Anordnung nach ein paar Kilometern wechselt und die Richtungsfahrbahnen durch Leitplanken voneinander getrennt sind.

### Schweiz

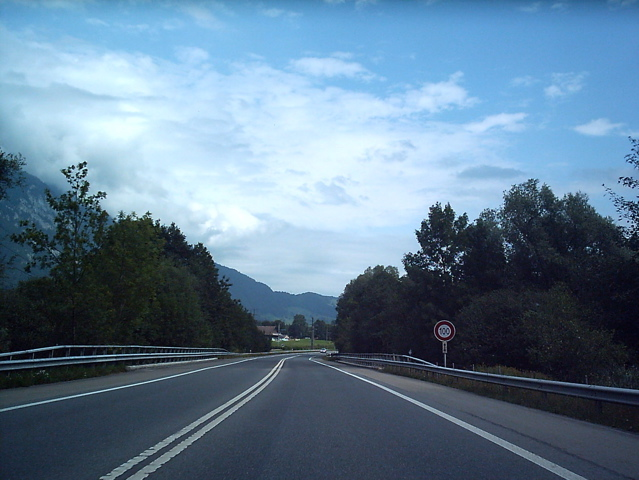
Autostrasse A8 in der Schweiz

Eine Autostrasse, die eine überregionale Funktion erfüllt, ist im Sinne einer Nationalstrasse 2. Klasse wie Autobahnen kreuzungsfrei angelegt, aber im Gegensatz zu Autobahnen selten richtungsgetrennt und oft einspurig. Bekannte Autostrassen dieser Art sind die San-Bernardino-Route (Teil der A13) oder der erste Abschnitt der Passstrecke zwischen Airolo und dem Gotthardpass sowie der Gotthardtunnel (Teil der A2). Die Beschilderung ist dabei die gleiche wie auf Autobahnen (Grüne Schilder, Ausfahrtvorankündigung, Entfernungsangaben zu nächsten Städten nach der Einfahrt).
Darüber hinaus gibt es Strassen, welche als Autostrasse gekennzeichnet sind, vom Charakter her aber nicht von einer Strasse mit Gemischtverkehr unterschieden werden kann. Dort erfüllt die Autostrasse die Funktion einer Strasse, in der der Langsamverkehr ausgeschlossen ist. Dazu gehören vorwiegend Autobahnzubringer.
In der Schweiz sind Autostrassen generell nur für Motorfahrzeuge mit einer Mindestgeschwindigkeit von 80 km/h zugelassen, Quads sind stets verboten. Dementsprechend ist das Kennzeichen für die Autostrasse ähnlich dem für Autobahnen; anstelle von zwei Fahrbahnen mit einer Brücke wird auf einem grünen Hintergrund die Front eines Autos weiß dargestellt. Autostrassen des Nationalstrassennetzes sind vignettenpflichtig.
Bis 1989 galt auf Autostrassen die gleiche Höchstgeschwindigkeit wie auf Ausserortsstrassen mit Gemischtverkehr. Bei der Herabsetzung der Höchstgeschwindigkeit von 100 km/h auf 80 km/h auf Ausserortsstrassen im Jahre 1984 behielten viele Autostrassen weiterhin ihr Höchstgeschwindigkeitssignal «100 km/h» bzw. solche wurden nachträglich aufgestellt. 1989 wurde das Strassenverkehrsgesetz angepasst, indem die Höchstgeschwindigkeit auf Autostrassen separat geregelt wird. Sie liegt bis heute bei 100 km/h. Die Höchstgeschwindigkeit wird in Rücksichtnahme ausländischer Verkehrsteilnehmer generell stets signalisiert (in den umliegenden Ländern hat eine Autostrasse, was die erlaubte Höchstgeschwindigkeit betrifft, keinen Einfluss),
wobei es da Ausnahmen gibt (z. B. die Autostrasse ab Airolo zum Gotthardpass). Eine Höchstgeschwindigkeit von 80 km/h ist auf Strecken, in denen Tunnelabschnitte vorkommen, üblich.
Im November 2016 wurde die Umfahrung von Roveredo eröffnet. Anstelle mitten durch die Gemeinde führt der Verkehr der A13 nun durch einen Tunnel. Zum ersten Mal in der Schweizer Autobahn- und Autostrassengeschichte wird nun ein Stück Autostrasse zurückgebaut.

### Slowakei
In der Slowakei sind Autostraßen (cesta pre motorové vozidlá) mit einem blauen Schild mit weißer PKW-Front gekennzeichnet sind. Diese dürfen nur von Kraftfahrzeugen mit einer bauartbedingten Höchstgeschwindigkeit von mehr als 60 km/h befahren werden. Die Höchstgeschwindigkeit auf diesen Straßen beträgt 90 km/h außerorts und 50 km/h innerorts.
Bis 2020 wurden mit dem Schild für Autostraßen zumeist Schnellstraßen (diese sind jetzt mit dem Schild für Autobahnen gekennzeichnet) oder in einigen Fällen auch Staatsstraßen gekennzeichnet. Daneben wurden auch einbahnig ausgebaute Autobahnen mit Autostraße-Schild ausgewiesen.
Rechtlich bestand kein Unterschied zwischen einer Autobahn und einer Autostraße.

### Tschechien
In Tschechien gibt es einige richtungsgetrennte mehrspurige Straßen, die wie in Deutschland und Österreich mit einem blauen Schild mit weißer PKW-Front gekennzeichnet sind und wie Autobahnen nur von Fahrzeugen befahren werden dürfen, die bauartbedingt schneller als 80 km/h fahren können. In vielen Fällen fehlt ihnen eine Standspur und sie haben teilweise kleinere Kurvenradien und geringere Fahrspurbreiten. Die Höchstgeschwindigkeit auf diesen Straßen beträgt 110 km/h (130 km/h auf Autobahnen) außerorts und 80 km/h innerorts. Ist eine so beschaffene Strecke jedoch nicht als Autostraße gekennzeichnet, beträgt die zulässige Höchstgeschwindigkeit 90 km/h außerorts und 50 km/h innerorts.